# Halichoeres brasiliensis
Halichoeres brasiliensis là một loài cá biển thuộc chi Halichoeres trong họ Cá bàng chài. Loài này được mô tả lần đầu tiên vào năm 1791.

## Từ nguyên
Từ định danh brasiliensis được đặt theo tên gọi của đất nước Brasil, nơi mà mẫu định danh của loài cá này được thu thập (–ensis: hậu tố chỉ nơi chốn trong tiếng Latinh).

## Phạm vi phân bố và môi trường sống
H. brasiliensis trước đây chỉ được xem là một danh pháp đồng nghĩa với Halichoeres radiatus, một loài có phạm vi phân bố rộng khắp Tây Đại Tây Dương, nhưng những khác biệt về kiểu hình đã giúp xác định quần thể này là một loài hợp lệ.
H. brasiliensis là một loài đặc hữu của Brasil, được tìm thấy từ bang Maranhão trải đến bang Santa Catarina, bao gồm đảo Trindade ngoài khơi. H. brasiliensis sống gần các rạn san hô ở độ sâu đến ít nhất là 60 m; cá con có thể được tìm thấy ở hồ thủy triều.

## Mô tả
H. brasiliensis có chiều dài cơ thể lớn nhất được ghi nhận là 40 cm. Cá đực trưởng thành có màu xanh lục với đốm cam dọc theo các hàng vảy. Xung quanh mắt có các vệt sọc màu xanh lam. Vây đuôi có viền màu xanh óng (có thể có màu vàng ở các góc vây) và lốm đốm các vệt sọc xanh. Cá con sẫm màu ô liu hoặc cam ở lưng, trắng hơn ở phần cơ thể còn lại với hai dải sọc vàng cam. Giữa vây lưng có một đốm đen lớn theo sau là hai đốm nhỏ hơn đáng kể (một ở sau vây lưng và một trên cuống đuôi). Các vây gần như trong suốt.
Số gai ở vây lưng: 9; Số tia vây ở vây lưng: 11; Số gai ở vây hậu môn: 3; Số tia vây ở vây hậu môn: 12; Số tia vây ở vây ngực: 12–13; Số gai ở vây bụng: 1; Số tia vây ở vây bụng: 5; Số lược mang: 19–21.
Ngoài sự chênh lệch về số lược mang giữa hai loài, H. brasiliensis không có các vệt đốm trắng dọc lưng và dài vàng ở rìa sau vây đuôi như H. radiatus; hai dải sọc vàng cam ở cá con của H. brasiliensis mỏng hơn nhiều so với H. radiatus.

## Sinh thái học
Thức ăn của H. brasiliensis bao gồm các loài thủy sinh không xương sống.